# دبي هيلز
دبي هيلز، أو دبي هيلز إستيت، هي منطقة سكنية فاخرة تقع داخل مدينة محمد بن راشد، دبي، الإمارات العربية المتحدة. فهي موطن لمجتمع المغتربين في دبي. وتشمل دبي هيلز الفلل والشقق ومجمعات الأعمال ودبي هيلز مول. وتتجمع الفيلات والشقق حول ملعب للجولف مكون من 18 حفرة. طورت دبي هيلز شركة إعمار العقارية. وهي قريبة من مستشفى دبي هيلز التابع لمستشفى كينغز كوليدج دبي، وأكاديمية جيمس ويلينغتون، الخيل،  ومول الإمارات.

## رياضة وجوائز
تعد دبي هيلز موطنًا لنادي دبي هيلز للغولف، وهو الملعب الذي حصل على جائزة أفضل ملعب غولف جديد في العالم في عام 2019، في حفل توزيع جوائز الغولف العالمية في أبو ظبي. كما فاز النادي للغولف بجائزة أفضل ملعب غولف في الإمارات العربية المتحدة لعام 2021.